# Axel Daniel Leenberg
Axel Daniel Leenberg, född omkring 1705, sannolikt i Vänersborg, död den 27 mars 1744 i Göteborg, var en svensk skald.
Leenberg blev på 1720-talet kanslist i Krigskollegiets krigsfiskalskontor samt befordrades till kammarskrivare i artillerikontoret och, mot slutet av 1730-talet, till tygvaktare i Göteborg. Sin märklighet äger Leenberg som en av den äldre frihetstidens mest formfulländade och intressanta diktare. Han utgav ett slags operatext, Drama (1734), till vilken Roman skrev musik, och översatte ungefär samtidigt från engelskan oratoriet "Esther" av Händel ("Oratorio"). Båda utmärker sig genom lättflytande diktion och en viss lyrisk mjukhet, egenskaper, som än mer pryder de stycken av honom, vilka Sahlstedt infört i sin "Samling af verser på svenska" (1751–1753). I några av dessa samt en del andra, på spridda håll, mest i otryckta samlingar, förekommande verser och visor av Leenberg spelar även en fri och oförarglig munterhet, som något påminner om Runius utan att vara härmad. Jämte Dalin var Leenberg en bland de främsta diktarna av patriotiska och politiska kväden. Han besjöng sålunda Malkolm Sinclairs och Ulrika Eleonoras död, freden med Ryssland, tronföljarens ankomst och så vidare, ofta i särskilt utgivna dikter. Av samtiden skattades han högt, vilket ses av Sahlstedts och fru Nordenflychts lovord. Den senare har träffande tecknat honom som den där av skaldegåvan lånade "prydnad, täckhet och behag, för att tolka sannings lag".